# Snowia waltonaria
Snowia waltonaria là một loài bướm đêm trong họ Geometridae.